# Me Against the Music
Me Against the Music – pierwszy studyjny singel amerykańskiej piosenkarki Britney Spears, promujący czwarty album pt. In the Zone. Singel ukazał się 10 września 2003 roku nakładem wytwórni Jive Records.
Utwór powstał we współpracy m.in. z Madonną, która ponadto wystąpiła w teledysku w reżyserii Paula Huntera. Współkompozytorami są także: Britney Spears, Chris „Tricky” Stewart, Penelope Magnet, T. Nikhereanye, T. Nash oraz G. O’Brien.

## Lista utworów

### Wersja Europejska
1. Video Mix
2. Rishi Rich’s Desi Kulcha Remix
3. Peter Rauhofer Radio Mix
4. The Mad Brit Mixshow

### Wersja Amerykańska i Australijska: CD 1 z 2
1. Video Mix
2. Peter Rauhofer Radio Mix
3. The Mad Brit Mixshow

### Wersja Australijska Limitowana Edycja:Cd 2 z 2
1. Rishi Rich’s Dasi Kulcha Remix
2. Passengerz vs. The Club Mix
3. Terminalhead Vocal Mix
4. Video Mix Instrumental

### Remiksy
- Original Demo ft. Penelope Magnet 3:44
- Album Version/Video Mix 3:44
- Instrumental/Video Mix Instrumental 3:34
- Rishi Rich’s Desi Kulcha Remix 4:33
- Rishi Rich’s Desi Kulcha Remix Instrumental 4:33
- Rishi Rich’s Punjabi Club Mix 5:34
- Rishi Rich’s Desi Kulcha Remix ft. Penelope Magnet 3:35
- Gabriel & Dresden Club Mix 8:51
- Gabriel & Dresden Radio Edit 3:39
- Gabriel & Dresden Dub 7:14
- Peter Rauhofer’s Electro House Mix 8:17
- Peter Rauhofer’s Electro House Dub 6:49
- Peter Rauhofer Radio Mix 3:43
- Bloodshy & Avant „Chix Mix” ft. Penelope Magnet 5:16
- Bloodshy & Avant „Chix Mix” (Lidrock Edit) ft. Penelope Magnet 3:31
- Bloodshy & Avant „Dubbie Style” Remix 5:15
- Justice Remix/Extended Mix 4:01
- Passengerz Vs. The Club Mix 7:34
- The Mad Brit Mixshow 5:55
- Terminalhead Vocal Mix 7:07
- B.E.D. Club Mix 3:45
- Scott Storch Mix 3:38
- The Trak Starz Remix 3:31
- Dragon Man Remix ft. Penelope Magnet 3:44
- Dragon Man Remix ft. Madonna 3:44 – Confirmed by Taan Newjam
- Dragon Man Remix (Instrumental) 3:41 – Confirmed by Taan Newjam
- Kayne West Remix 3:43

### Oficjalne wersje piosenki
- Video mix
- Video mix instrumental
- Risci Rich’s Desi Kulcha remix
- Rishi Rich’s Desi Kulcha remix instrumental
- Rishi Rich’s Punjabi dub
- Peter Rauhofer Electrohouse mix
- Peter Rauhofer’s Electrohouse dub
- Peter Rauhofer radio Mix
- The Passengerz club mix
- Terminalhead vocal
- The Mad Brit Mixshow
- Gabriel & Dresden Club Mix
- Gabriel & Dresden Club Mix Edit
- Gabriel & Dresden Dub
- Bloodshy & Avant Dubbie Style remix
- Kanye West remix
- Scott Storch mix
- Trak Starz mix
- B.E.D Club mix
- Justice Remix

## Pozycje singla
| Lista                                 | Najwyższa pozycja |
| ------------------------------------- | ----------------- |
| Australia ARIA Singles Chart          | 1                 |
| Europa Hot 100 Singles                | 1                 |
| Argentyna Singles Chart               | 1                 |
| Dania Singles Chart                   | 1                 |
| Irlandia Singles Chart                | 1                 |
| Izrael Singles Chart                  | 1                 |
| USA Billboard Hot Dance Club Play     | 1                 |
| USA Billboard Hot Dance Singles Sales | 1                 |
| United World Chart                    | 1                 |
| MeksykSingles Chart                   | 1                 |
| Hiszpania Singles Chart               | 1                 |
| Wielka Brytania Singles Chart         | 2                 |
| Norwegia Singles Chart                | 2                 |
| Kanada Singles Chart                  | 2                 |
| Włochy Singles Chart                  | 2                 |
| Filipiny Top Hits                     | 4                 |
| Szwajcaria Singles Chart              | 4                 |
| Szwecja Singles Chart                 | 5                 |
| Niemcy Singles Chart                  | 5                 |
| Belgia Singles Chart                  | 5                 |
| Dutch Top 40                          | 6                 |
| Japonia Oricon Singles Chart          | 11                |
| Francja Singles Chart                 | 11                |
| Austria Singles Chart                 | 12                |
| Nowa Zelandia RIANZ Singles Chart     | 13                |
| Rumunia Top 100                       | 21                |
| USA Billboard Hot 100                 | 35                |